# Charles Henri Dupuy de Lôme
Stanislas Charles Henri Dupuy de Lôme (15 de octubre de 1816 - 1 de febrero de 1885) fue un ingeniero naval francés, hijo de un capitán de fragata y nieto por parte materna de un rico armador de Lorient, nacido en el Château de Soye, Ploemeur en Bretaña. Fue un estudiante sobresaliente en la escuela secundaria de Lorient y en 1835 fue admitido en la École Polytechnique. Finalmente en 1837 obtuvo una plaza en la École Nationale Supérieure de Techniques Avancées (ENSTA Paris) donde estudio ingeniería naval; se graduó en 1837 en ingeniería marítima, se convirtió en subingeniero de segunda clase (16 de noviembre de 1841). Su actividad principal tuvo lugar entre 1840 y 1870. 
Al terminar su formación profesional, fue enviado (1842) a Inglaterra por el gobierno donde continuó los estudios de las técnicas de construcción de buques con casco de acero y navegación a vapor. Resumió sus observaciones en una Memoria bajo el título de Mémoire sur la Construction des Batiments en Fer

## L´Napoleonprimer buque acorazado con máquina de vapor

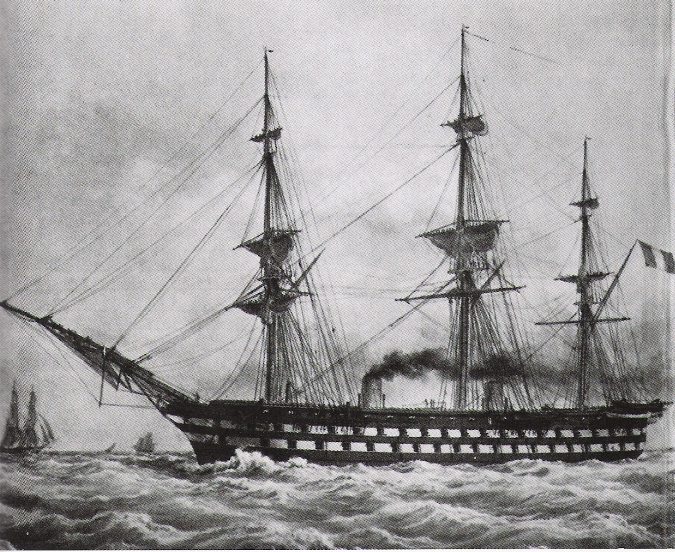
Le Napoléon, primer buque de guerra con máquina de vapor

A su regreso de Inglaterra, Dupuy de Lôme comenzó a trabajar en el arsenal de Toulon. En esa época, los únicos navíos a vapor estaban propulsados por ruedas de paletas, y había gran oposición a la introducción de tal propulsión en los barcos de guerra, ya que, debido a su posicionamiento en el costado del casco y a la maquinaria de gran tamaño que éstas requerían, no eran compatibles con el diseño del armamento instalado en las bandas laterales de los buques de línea y tampoco existía gran confianza en las hélices; la mayoría de los oficiales navales, tanto en Inglaterra como en Francia se oponían a abandonar la propulsión a vela. 
Dupuy de Lôme estudió cuidadosamente los detalles del transatlántico SS Great Britain, que había observado en construcción en Bristol, y quedó convencido de que un sistema de propulsión a vapor podría usarse en los barcos de guerra. Se dedicó a perfeccionar la idea, y en 1845 escribió un informe al Ministerio de Marina francés sugiriendo la construcción de una fragata a hélice con casco de acero y protegida por una armadura formada por varias capas de planchas de ese material. Este informe estableció claramente la idea de un barco de guerra clásico, si bien el primer prototipo no se construiría hasta varios años después.
No estuvo solo en esta intención de cambios radicales en la construcción y propulsión de buques de guerra. Sus colegas avanzaban en la misma línea de ideas, y en Inglaterra comenzaron las conversiones de barcos de vela a vapor - siempre contando con los aparejos para la navegación a vela - Esta iniciativa de los británicos movió a los franceses a comenzar también la conversión de sus navíos de guerra a barcos auxiliares propulsados por vapor.
Recibe el encargo de diseñar los dos primeros buques con casco de hierro de la Armada francesa, el aviso Caton en 1847 y el Ariel en 1849. Nombrado Ingeniero de segunda clase el 28 de septiembre de 1848, dirigió el servicio de barcos de vapor en Toulon y organizó los astilleros de Castigneau (l'Arsenal de Toulon). En septiembre de 1853, es ascendido a Ingeniero de 1.ª clase y se encarga de reorganizar el Chantier naval de La Ciotat y crea el tipo de Paquebots à grande vitesse (paquebotes de gran velocidad) para la Compagnie des Services Maritimes des Messageries Impériales
Dupuy de Lôme continuó investigando, y también en 1847 recibe el encargo de diseñar el Le Napoléon, que sería el primer navío de línea con propulsión mediante una máquina de vapor de 2 cilindros con una potencia de 960 nhp (574 ihp) que accionaba una hélice y construido específicamente para propósito militar. El buque tenía 77,8 m de eslora, 16,70 m de manga, un desplazamiento de 5 120 t, con dos cubiertas armadas y alcanzaba una velocidad de 14 nudos. Durante la Guerra de Crimea, su actuación atrajo gran atención y pronto, los barcos de su clase empezaron a construirse en gran número. En 1855 recibe la Médaille d'honneur de la Exposición Universal de París de 1855.

## Primeros buques acorazados

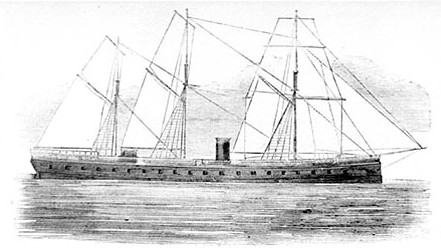
L´ Gloire (1858-1883), primer buque oceánico de guerra con propulsión exclusiva a vapor

Junto con la introducción de la propulsión a vapor, el uso de blindajes de hierro estaba dando lugar a otra revolución en el diseño aproximadamente al mismo tiempo. Dupuy de Lôme aplicó su talento también a este campo, mostrando la viabilidad de blindar los costados de un barco construido en madera. En 1857 fue nombrado por el emperador Napoleón III para el cargo más alto en el Cuerpo Constructivo — Director de construcción y equipamiento naval — y se traslada desde Toulon a París. El diseño del buque blindado (ironclad) de alta mar, La Gloire  fue aprobado en el mismo año, siendo considerado el primero de su tipo. La Gloire se construyó con bastante rapidez y fue seguida por un programa de construcción que entregó un total de tres de estos barcos con sus buques gemelos Invincible y Normandie

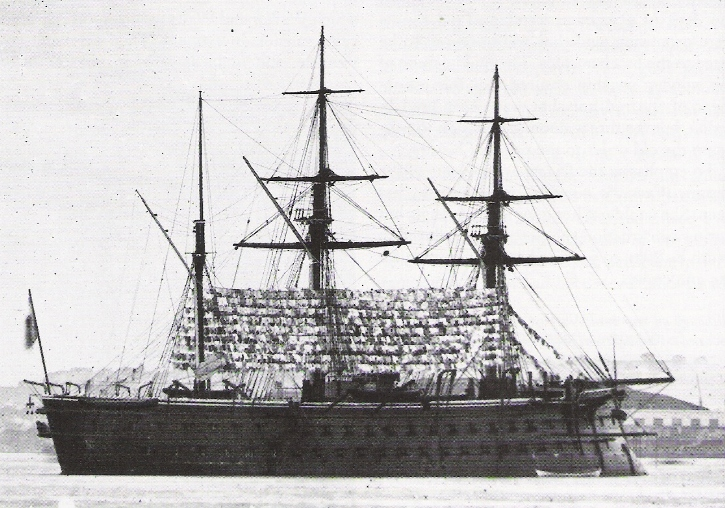
Buque acorazado Solferino, Clase Magenta, única con dos cubiertas blindadas

Entre otros nuevos buques se encontraban los únicos buques blindados de dos cubiertas con cañones en las bandas Clase Magenta construidos, los Magenta y Solferino también diseñados por Dupuy de Lôme; estos barcos también fueron los primeros en estar equipados con un espolón. 
En el diseño de La Gloire, Dupuy de Lôme siguió el principio de utilizar formas y dimensiones conocidas por diseños probados, y solo cambiar lo que era absolutamente necesario. El Gloire fue casi reproducido del Napoléon. Botado en 1859, y aún con un casco de madera, la principal innovación del buque radicaba en que sobre el casco de madera se fijan placas de hierro de 100 a 120 mm de espesor hasta 5,50 m por encima de la línea de flotación y 2 m por debajo, lo que permitía hacer frente a los proyectiles explosivos, innovación tecnológica de la artillería, mucho más efectiva que los proyectiles esféricos. Dos años más tarde, en 1861 se bota el Couronne en Lorient, la primera fragata blindada con un casco de hierro integral movida a hélice y con máquina de 900 CV, diseñada por el ingeniero Audenet, que da el paso que separa la construcción de madera revestida con una coraza de hierro del acorazado de casco de hierro, de acuerdo con los planes de Dupuy de Lôme. Mientras permaneció en el cargo, se adhirió constantemente a este principio; pero al mismo tiempo se mostró dispuesto a considerar la mejor manera de satisfacer las crecientes demandas de blindajes más gruesos, armas más pesadas y velocidades más altas. Es importante señalar, sin embargo, especialmente durante su temprano entusiasmo por los acorazados, que solo una pequeña proporción de los barcos agregados a la armada francesa durante su tiempo en el cargo fueron construidos con cualquier cosa menos madera.
Se derramaron sobre él distinciones. Recibió la Cruz de caballero de la Legión de Honor en 1845, nombrado Comandante de la misma en 1858 y Gran Oficial en diciembre de 1863. En 1860 fue nombrado consejero de Estado y representó al Almirantazgo francés en el Parlamento; fue elegido en 1866 miembro de la Academia de Ciencias y en 1867 fue nombrado inspector general de Ingeniería Marítima. Al comienzo de la Guerra Franco-Prusiana es miembro del comité de defensa. Fue miembro de la Academia de Ciencias de Francia y de otros distinguidos organismos científicos.
Feroz defensor de la política imperial, fue elegido el 24 de mayo de 1869 miembro del Cuerpo Legislativo (diputado) por el 2.º distrito de Morbihan hasta 1875. Se convirtió en Senador Vitalicio en 1877 y se sentó en el Grupo Bonapartista. Conserva esa posición hasta su muerte el 1 de febrero de 1885.

## Globo dirigibleDupuy de Lôme

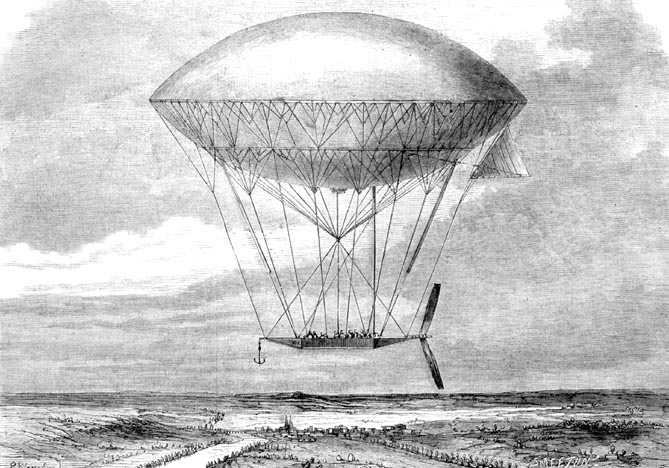
Ballon Dirigeable de Dupuy de Lôme, à moteur humain, 1872

En 1870, dedicó una gran cantidad de tiempo para perfeccionar un globo navegable práctico, y el gobierno francés le presto ayuda en la realización de los experimentos; para realizar el proyecto, se le concedió una subvención de 40.000 francos; pero el globo no estuvo listo hasta unos pocos días antes de la capitulación francesa en 1871 (Guerra Franco-Prusiana).Aun así, condujo al desarrollo del Ballon Dirigeable de Dupuy de Lôme, à moteur humain uno de los primeros globos navegables, nombrado  Dupuy de Lôme que no realizó su primera ascensión hasta el 1 de febrero de 1872 en Vincennes. La aeronave Dupuy de Lôme tenía 36 m de longitud, 14,84 m de diámetro, 29 m de altura y un volumen total de 3.454 m³. Estaba propulsado por un eje engranado a una manivela que era accionada por entre 4 u 8 hombres y que podía proporcionar una velocidad de entre 9 y 11 km/h. La barquilla debajo del globo podría transportar hasta 14 personas.
En 1875, estaba ocupado con un plan para embarcar unidades ferroviarias en el puerto de Calais, y en julio de ese año expuso planos del puerto mejorado y modelos de los Les trains bateaux porte en la Academia de Ciencias.

## Submarino eléctricoGymnote

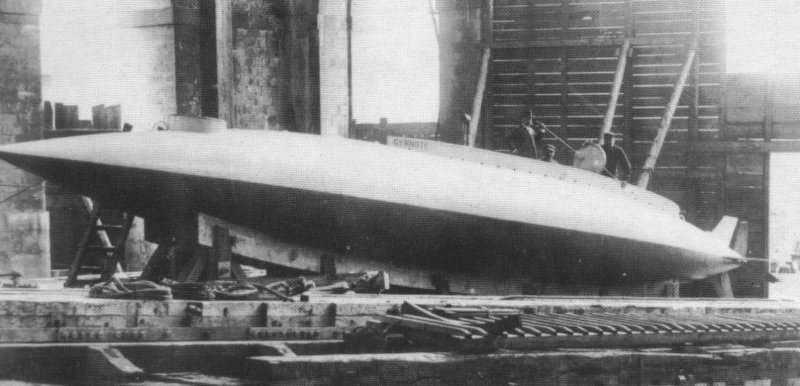
Bateau sous-marin Gymnote,1889

Hacia el final de su vida, Dupuy de Lôme trabajó en un proyecto para un submarino propulsado por un motor eléctrico, en gran parte inspirado por los resultados experimentales del submarino Plongeur, considerado el primer submarino en ser propulsado por energía mecánica. Todo ello, a pesar de las reticencias expresadas en el informe presentado en 1859 a la Junta de Construcción (Conseil des travaux) sobre diseños de un buque sumergible, por Dupuy de Lôme, entonces Jefe de Equipo del Arsenal de Brest, quien finaliza su presentación de la siguiente manera: «En resumen, creo en el éxito del barco submarino y su navegación más o menos precisa, pero no tengo confianza en los medios propuestos para dañar a los barcos enemigos». El diseño, iniciado por Dupuy de Lôme antes de su muerte y completado por el también ingeniero naval y yerno Gustave Zede, dio lugar al Gymnote, uno de los primeros submarinos con propulsión totalmente eléctrica (motor eléctrico multipolar) y el primer submarino funcional equipado con torpedos (dos torpedos Tipo Whitehead de 356 mm .

## Legado
Henri Dupuy de Lôme fue fundamental para ayudar a la armada francesa a tomar la iniciativa en varios de los avances tecnológicos del siglo XIX, consolidando la posición de la Marine Nationale francesa como la segunda del mundo en esos momentos; estas innovaciones se basaron en una fuerte base industrial, solo superada por Gran Bretaña y considerablemente por delante de Estados Unidos o Prusia. Fallece en París el 1 de febrero de 1885; un obituario británico comentaba: se puede cuestionar si algún constructor ha prestado mayores servicios a la marina de cualquier país ....
- Buques de guerra con el nombre Dupuy de Lôme:

- El crucero acorazado Dupuy de Lôme , botado en Brest en 1887. El diseño del casco permitía el aumento de los ángulos de tiro de las baterías de artillería, así como el incremento de la efectividad del blindaje frente al fuego directo enemigo. Asimismo, su forma hidrodinámica le permitía una velocidad superior a la de los buques del mismo tipo de la época. Su capacidad de alcanzar una velocidad punta de 23 nudos (43 km/h), le permitían seguir la doctrina de la Jeune École en su diseño para ser utilizado en largas incursiones contra la navegación comercial enemiga.
- El submarino Dupuy de Lôme, botado en 1915, y buque líder de su clase .
- Buque AGI (Auxiliar, Inteligencia General) Dupuy de Lôme (A759), botado el 27 de marzo de 2004 y construido en los Países Bajos para la Armada francesa, es un buque de inteligencia, diseñado para reunir Inteligencia de señales (COMINT) (inteligencia de comunicaciones) y ELINT (inteligencia electrónica). Reemplazó al Bougainville a partir de abril de 2006.